# Клерфельт, Мориц
Мориц Клерфельт (швед. Mauritz Clairfelt; 12 декабря 1780, Париж — 19 марта 1841, Лунд) — шведский военный деятель, генерал-майор. Внебрачный сын Густава Морица Армфельта.

## Биография
Мориц Клерфельт родился вне брака у Густава Морица Армфельта и одной из его французских любовниц, актрисы мадам Л’Эклер. Только когда сыну исполнилось четыре года, Армфельт впервые встретился с ним во время путешествия по Франции, но сын остался со своей матерью, чья жизнь внезапно оборвалась пару лет спустя, когда правящий Национальный конвент заподозрил её в аристократическом мышлении и казнил. Однако Армфельт не терял сына из виду и увёз его в Швецию, где в 1796 году он был зачислен кадетом в Карлбергскую военную академию. Окончив обучение в 1799 году, он в том же году стал штабным прапорщиком в Богусленском полку, но вскоре ему был предоставлен отпуск на три года для прохождения военной службы за рубежом. В 1802—1803 годах являлся атташе своего отца в шведском посольстве в Вене. В последний год он также получил разрешение служить в австрийской армии, поскольку был произведён в лейтенанты шведской армии. В том же году Мориц Л’Эклер получил дворянство Священной Римской империи и фамилию Клерфельт.
Вернувшись в Швецию в 1806 году, Клерфельт стал капитаном армии в 1807 году, а с началом русско-шведской войны в 1808 году был назначен штаб-адъютантом генерал-адъютанта Густава Лёвенгельма и отличился в битве при Гайстиле, где был ранен. Однако его участие в этой войне было недолгим, так как в том же году 16 апреля вместе с Лёвенгельмом в бою, где он был вновь ранен, попал в плен к русским и был освобождён лишь 4 апреля 1809 года.
После окончания войны Клерфельт быстро продвигался по службе и в 1814 году стал полковником, в 1816 году был возведён в шведское дворянство, в 1818 году стал командиром Южносканского пехотного полка, а в 1829 году генерал-майором и первым адъютантом короля. В течение нескольких периодов в 1823, 1839 и 1840 годах исполнял обязанности главнокомандующего в Скании.
Умер на службе в 1841 году. Был похоронен на Старом кладбище в Мальмё.

## Семья
Первым браком был женат в 1810—1816 годах на баронессе Эмилии Фредерике Авроре де Гер (1782—1828), вторым в 1818 году на Еве Ловисе Галлеборг (1797—1818) и третьим в 1820 году на баронессе Амалии Софии Оксеншерна (1790—1861). В первом браке родилась дочь Юлия Евгения Эмилия Аврора Клерфельт (1813—1825), а в третьем браке сыновья капитан Аксель Юхан Мориц Клерфельт (1821—1908) и политик Эжен Клерфельт (1824—1879).

## Награды
- Рыцарь ордена Меча (1809)
- Медаль За храбрость на суше (1809)
- Командор ордена Меча (1825)
- Командор Большого креста ордена Меча (1838)